# Evert Kumm
Evert Gustaf Kumm, skrev sig tidigare Kuhm, född 27 juli 1912 i Uppsala, död 24 november 1988 i Örebro, var en svensk journalist och författare. 
Kumm var redaktör på olika socialdemokratiska morgontidningar och ordförande för Svensk-koreanska föreningen 1973-1975. Han var far till Björn Kumm och bror till Elfred Kumm.